# Krajkovac
Krajkovac (izvirno srbsko Крајковац) je naselje v Srbiji, ki upravno spada pod Občino Merošina; slednja pa je del Niškega upravnega okraja.

## Demografija
V naselju živi 500 polnoletnih prebivalcev, pri čemer je njihova povprečna starost 45,2 let (42,9 pri moških in 47,7 pri ženskah). Naselje ima 187 gospodinjstev, pri čemer je povprečno število članov na gospodinjstvo 3,25.
To naselje je, glede na rezultate popisa iz leta 2002, večinoma srbsko, a v času zadnjih treh popisov je opazno zmanjšanje števila prebivalcev.
|  |

| Demografija | Demografija     | Demografija     |
| Leto        | Št. prebivalcev | Št. prebivalcev |
| ----------- | --------------- | --------------- |
|             |                 |                 |
|             |                 |                 |
|             |                 |                 |
|             |                 |                 |
| 1948        | 872             |                 |
| 1953        | 933             |                 |
| 1961        | 950             |                 |
| 1971        | 881             |                 |
| 1981        | 806             |                 |
| 1991        | 704             | 699             |
| 2002        | 628             | 607             |
|             |                 |                 |

| Etnična sestava po popisu iz leta 2002 | Etnična sestava po popisu iz leta 2002 | Etnična sestava po popisu iz leta 2002 | Etnična sestava po popisu iz leta 2002 | Etnična sestava po popisu iz leta 2002 |
| -------------------------------------- | -------------------------------------- | -------------------------------------- | -------------------------------------- | -------------------------------------- |
| Srbi                                   | Srbi                                   |                                        | 588                                    | 96,86%                                 |
| Romi                                   | Romi                                   |                                        | 13                                     | 2,14%                                  |
| Črnogorci                              | Črnogorci                              |                                        | 1                                      | 0,16%                                  |
| Bolgari                                | Bolgari                                |                                        | 1                                      | 0,16%                                  |
| Neznano                                | Neznano                                |                                        | 1                                      | 0,16%                                  |